# I predatori delle Antille
I predatori delle Antille è un film erotico diretto da David Hills (alias Joe D'Amato).

## Trama
Sir Francis Hamilton, ambasciatore di Re Carlo II, salpa dall'Inghilterra diretto in Giamaica per firmare un trattato di pace con la Francia. Sulla rotta dei Caraibi la nave sulla quale viaggia è attaccata da un gruppo di pirati, guidati dal temibile George Rachman, che quando scoprono la vera identità del prigioniero, lo sequestrano per chiedere alla moglie Elena un grosso riscatto.